# Squids
Squids est un jeu vidéo de type tactical RPG développé et édité par The Game Bakers, sorti en 2011 sur Windows, Mac, iOS et Android.

## Accueil
- Jeuxvideo.com : 17/20[1]
- Pocket Gamer : 8/10[2]
- TouchArcade : 4/5[3]